# Clemens August von Loe zu Wissen
Clemens August von Loe zu Wissen (* 1767; † 1814) war Domherr in verschiedenen Bistümern.

## Leben
Clemens August von Loe zu Wissen entstammte dem westfälischen Adelsgeschlecht von Loe, das zum Uradel im Vest Recklinghausen gehört und aus dem zahlreiche namhafte Persönlichkeiten hervorgegangen sind. Er war der Sohn des Franz Karl von Loe zu Wissen und dessen Gemahlin Gräfin Maximine von Horrion-Kolonster. Durch den Verzicht seines Bruders Johann Adolf kam Clemens August im Jahre 1783 in den Besitz einer münsterschen Dompräbende. Sieben Jahre später wurde er Domherr in Hildesheim. Ab dem Jahre 1802 trat er als Domherr in Lüttich auf. Clemens August war Subdiakon.